# Jean-Kévin Augustin
Jean-Kévin Augustin (ur. 16 czerwca 1997 w Paryżu) – francuski piłkarz haitańskiego pochodzenia występujący na pozycji napastnika. Były reprezentant Francji do lat 21. Złoty medalista Mistrzostw Europy U-19 2016. Uczestnik Mistrzostw Świata U-20 2017.

## Statystyki kariery
(aktualne na koniec sezonu 2020/2021)
| Klub                | Sezon              | Liga               | Liga  | Liga   | Puchar Francji | Puchar Francji | Puchar ligi | Puchar ligi | Europa | Europa | Inne  | Inne   | Suma  | Suma   |
| Klub                | Sezon              | Liga               | mecze | bramki | mecze          | bramki         | mecze       | bramki      | mecze  | bramki | mecze | bramki | mecze | bramki |
| ------------------- | ------------------ | ------------------ | ----- | ------ | -------------- | -------------- | ----------- | ----------- | ------ | ------ | ----- | ------ | ----- | ------ |
| Paris Saint-Germain | 2014/15            | Ligue 1            | 0     | 0      | 1              | 0              | 0           | 0           | 0      | 0      | –     | –      | 1     | 0      |
| Paris Saint-Germain | 2015/16            | Ligue 1            | 13    | 1      | 1              | 0              | 1           | 0           | 1      | 0      | 1     | 0      | 17    | 1      |
| Paris Saint-Germain | 2016/17            | Ligue 1            | 10    | 1      | 1              | 0              | 1           | 0           | 1      | 0      | –     | –      | 13    | 1      |
| RB Leipzig          | 2017/18            | Bundesliga         | 25    | 9      | 1              | 0              | –           | –           | 11     | 3      | –     | –      | 38    | 12     |
| RB Leipzig          | 2018/19            | Bundesliga         | 17    | 3      | 2              | 1              | –           | –           | 11     | 4      | –     | –      | 30    | 8      |
| AS Monaco FC        | 2019/20            | Ligue 1            | 10    | 0      | 1              | 0              | 2           | 1           | 0      | 0      | –     | –      | 13    | 1      |
| Leeds United        | 2019/20            | EFL Championship   | 3     | 0      | 0              | 0              | 0           | 0           | 0      | 0      | –     | –      | 3     | 0      |
| FC Nantes           | 2020/21            | Ligue 1            | 3     | 0      | 1              | 0              | 0           | 0           | 0      | 0      | –     | –      | 4     | 0      |
| Ogólnie w karierze  | Ogólnie w karierze | Ogólnie w karierze | 81    | 14     | 8              | 1              | 4           | 1           | 24     | 7      | 1     | 0      | 119   | 23     |